# زاچیچکی
زاچیچکی (به لهستانی:  Zacieczki) یک روستا در لهستان است که در گمینا شچوچن واقع شده‌است.